# Xerorchis amazonica
Xerorchis amazonica är en orkidéart som beskrevs av Rudolf Schlechter. Xerorchis amazonica ingår i släktet Xerorchis och familjen orkidéer. Inga underarter finns listade i Catalogue of Life.